# Jean Malige
Pour les articles homonymes, voir Malige.
Jean Malige (Nîmes, 21 septembre 1919 - Clapiers, 26 juin 1998) est un directeur de la photographie et réalisateur français.

## Biographie
Fils d'une institutrice et d'un officier, Jean Malige fait de solides études à Nîmes. Il commence à s'intéresser au cinéma au lycée, et appartient à une bande qui, avec notamment Gilbert Colomb de Daunant, court les salles de la ville. Il suit ensuite les cours de l'École centrale d'électronique par correspondance. Élève officier au déclenchement de la Seconde Guerre mondiale, il exerce divers emplois après avoir été démobilisé.
À la Libération, il s'implique dans la création du Caméra club nîmois. À la même époque, il est sollicité par la Source Perrier pour réaliser un film sur le travail des ouvriers. Il fait alors ses débuts dans le cinéma publicitaire, crée une société nommée Rural Ciné, qui travaille pour les Salins du Midi ou Aux Dames de France. Il diffuse d'abord dans cinq départements, puis au niveau régional. Mais il est concurrencé par France Écran, filiale d'Havas qui cherche à l'évincer.
Dans les années 1950, il travaille sur l'image d'On demande un toréador, de Max Sautet. À Montpellier, il crée en 1954 le premier studio auditorium du Languedoc. Il s'adonne alors à plusieurs courts-métrages de fiction. Il devient alors l'interlocuteur privilégié pour les tournages en région, et assure des doublages ou de la post-synchronisation.
Il travaille aussi comme opérateur pour Crin Blanc. Par l'entremise du journaliste Jacques André, il rencontre par la suite François Truffaut, qui fait appel à lui pour la photographie des Mistons.
Réalisant encore plusieurs courts métrages, il est connu également à partir de 1965 en tant que producteur pour la télévision, avec les feuilletons Maurin des Maures et L'Illustre Maurin. Ses activités télévisuelles prennent toutefois fin après l'éclatement de l'ORTF en 1974.
En 1986, à la demande de François de La Bretèque, il devient avec Béatrice Dufrenne « partenaire culturel » du lycée Louis-Feuillade de Lunel. Il crée dans cet établissement une section cinéma proposant une formation étalée de la première à la terminale. Il duplique la formule quelques années après au lycée Jean-Monnet de Montpellier.

### Famille
Séparé de sa première femme, il épouse la réalisatrice Paula Delsol, avec qui il s'installera à Montpellier en 1954. Il est ensuite le compagnon de Béatrice Dufrenne, avec qui il réalisera ses derniers courts-métrages, dans le domaine médical.

## Filmographie

### Directeur de la photographie
- 1957 : Les Mistons de François Truffaut
- 1964 : La Dérive de Paula Delsol
- 1964 : D'où viens-tu Johnny ? de Noël Howard (deuxième équipe)
- 1965 : Déclic et des claques de Philippe Clair

### Opérateur
- 1952 : Le Salaire de la peur d'Henri-Georges Clouzot

### Réalisateur
- 1956 : Je t'enverrai des cartes postales (coréalisatrice : Paula Delsol)
- 1956 : Pedigree oblige (coréalisatrice : Paula Delsol)
- 1957 : Le Nez de Cléopâtre (coréalisatrice : Paula Delsol)
- 1957 : Le Pâtre Nicolas (coréalisatrice : Paula Delsol)
- Hérault fils du soleil

## Hommage
La salle de l'Espace culturel Jean Penso à Clapiers porte le nom de Jean Malige.